# Station Żelazkowo
Station Żelazkowo was een spoorwegstation in de Poolse plaats Żelazkowo.